# 埃及 (馬歇爾縣)
埃及（英語：Egypt）是一個位於美國阿拉巴馬州馬歇爾縣的非建制地區。該地的面積和人口皆未知。

## 地理
埃及的座標為34°20′39″N 86°32′02″W / 34.34417°N 86.53389°W，而該地的平均海拔高度為319米（即1047英尺）。